# 1838
1838 (số La Mã: MDCCCXXXVIII) là một năm thường bắt đầu vào thứ Hai trong lịch Gregory.

## Sự kiện
- Vua Minh Mạng cho đổi quốc hiệu thành Đại Nam.

## Sinh
- 13 tháng 1 – Nguyễn Phúc Lương Nhàn, phong hiệu Thông Lãng Công chúa, công chúa con vua Minh Mạng (m. 1872)
- 5 tháng 4 – Nguyễn Phúc Miên Ký, tước phong Cẩm Xuyên Quận vương, hoàng tử con vua Minh Mạng (m. 1881).
- 5 tháng 6 – Nguyễn Phúc Miên Bàng, tước phong An Xuyên vương, hoàng tử con vua Minh Mạng (m. 1902).
- 30 tháng 6 – Nguyễn Phúc Hồng Bàng, hoàng tử con vua Thiệu Trị (m. 1853).
- Không rõ – Nguyễn Phúc Đoan Cẩn, phong hiệu Mậu Lâm Công chúa, công chúa con vua Thiệu Trị (m. 1913).
- Không rõ – Nguyễn Phúc Đôn Trinh, phong hiệu Phú Lệ Công chúa, công chúa con vua Thiệu Trị (m. 1890).

## Mất
- Không rõ – Đinh Thị Hạnh, phong hiệu Tam giai Quý tần, phi tần của vua Thiệu Trị (s. 1807).